# Proteasome

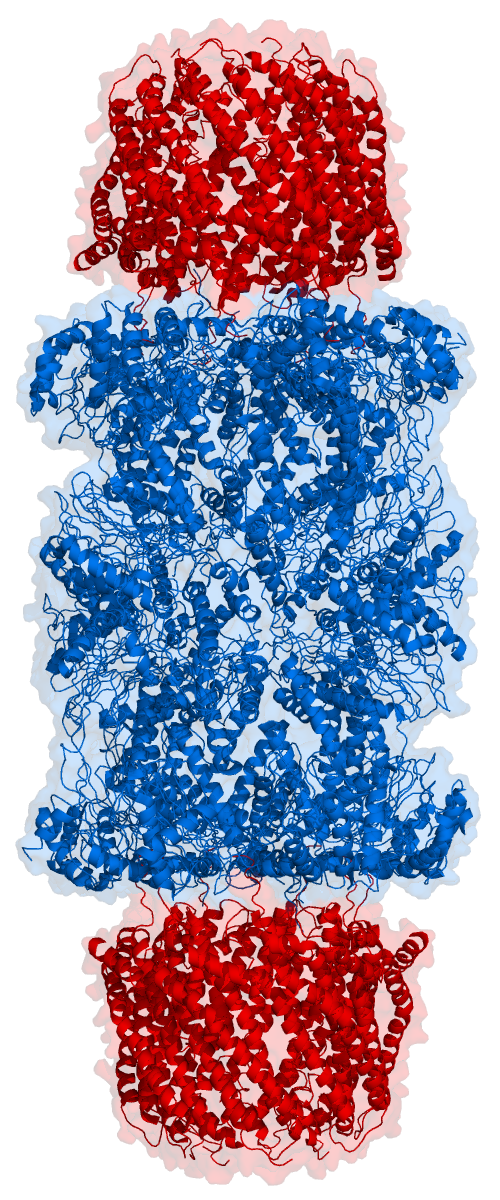
Minh họa một proteasome. Các điểm hoạt động của nó được che chở bên trong các ống (màu xanh). Các mũ (màu đỏ, trong trường hợp này, hạt điều tiết 11S) vào các đầu cuối điều tiết việc đi vào buồng hủy diệt, nơi mà các protein bị thoái biến.

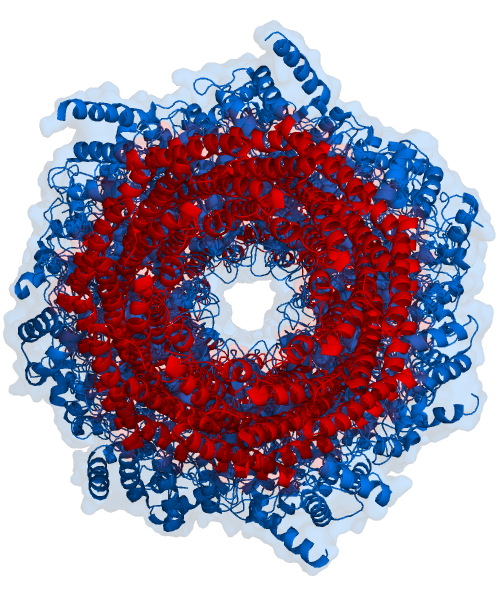
Proteasome nhìn từ phía trên.

Proteasomes là phức hợp protein bên trong tất cả các sinh vật nhân chuẩn và cổ khuẩn, và trong một số vi khuẩn. Ở eukaryote, chúng nằm trong nhân và tế bào chất. Chức năng chính của các proteasome là tiêu hủy các protein không cần thiết hoặc bị hư hỏng bởi sự phân giải protein, một phản ứng hóa học phá vỡ liên kết peptit. Các enzym thực hiện phản ứng như vậy được gọi là protease. Proteasomes là một phần của một cơ chế chính mà nhờ đó các tế bào điều chỉnh nồng độ của protein đặc biệt và phân hủy protein cuộn sai. Quá trình suy phá hủy tạo ra các peptide dài khoảng 7-8 amino acid, mà sau đó có thể được tiếp tục bị phá hủy tthành các amino acid và được sử dụng trong tổng hợp protein mới.
Protein được đánh dấu để làm thoái biến bằng một loại protein nhỏ có tên là ubiquitin. Phản ứng đánh dấu được xúc tác bởi các enzyme gọi là ubiquitin ligases. Một khi một protein được đánh dấu bằng một phân tử ubiquitin duy nhất, đây là một tín hiệu ligases khác để gắn các phân tử ubiquitin thêm. Kết quả là một chuỗi polyubiquitin bị ràng buộc bởi proteasome, cho phép nó làm suy biển protein gắn thẻ.
Về cấu trúc, proteasome là một phức hợp hình trụ có chứa một "lõi" của bốn vòng tròn xếp chồng lên nhau xung quanh một lỗ trung tâm. Mỗi vòng gồm bảy protein riêng lẻ. Hai vòng trong gồm bảy tiểu đơn vị β có chứa 3-7 các địa điểm hoạt động của protease. Những địa điểm này được đặt trên bề mặt bên trong của những vòng nhẫn, để các protein mục tiêu phải đi vào lỗ trung tâm trước khi nó bị suy biến. Hai vòng ngoài từng có 7 tiểu đơn vị α có chức năng là để duy trì một "cửa" mà thông qua đó các protein vào ống. Các tiểu đơn vị α được kiểm soát bằng cách liên kết với "mũ" cấu trúc hoặc các hạt quản lý nhận ra thẻ polyubiquitin gắn liền với chất nền protein và bắt đầu quá trình suy biến. Toàn bộ hệ thống của ubiquitination và suy biến proteasome được biết đến với tên hệ thống ubiquitin-proteasome.
Các con đường biến proteasome là điều cần thiết cho nhiều quá trình tế bào, bao gồm cả chu kỳ tế bào, quy định biểu hiện gen, và phản ứng với stress oxy hóa. Tầm quan trọng của suy thoái thủy phân protein bên trong tế bào và vai trò của ubiquitin trong con đường thủy phân protein đã được thừa nhận khi trao giải Nobel Hóa học năm 2004 cho Aaron Ciechanover, Avram Hershko và Irwin Rose. 

## Hình ảnh

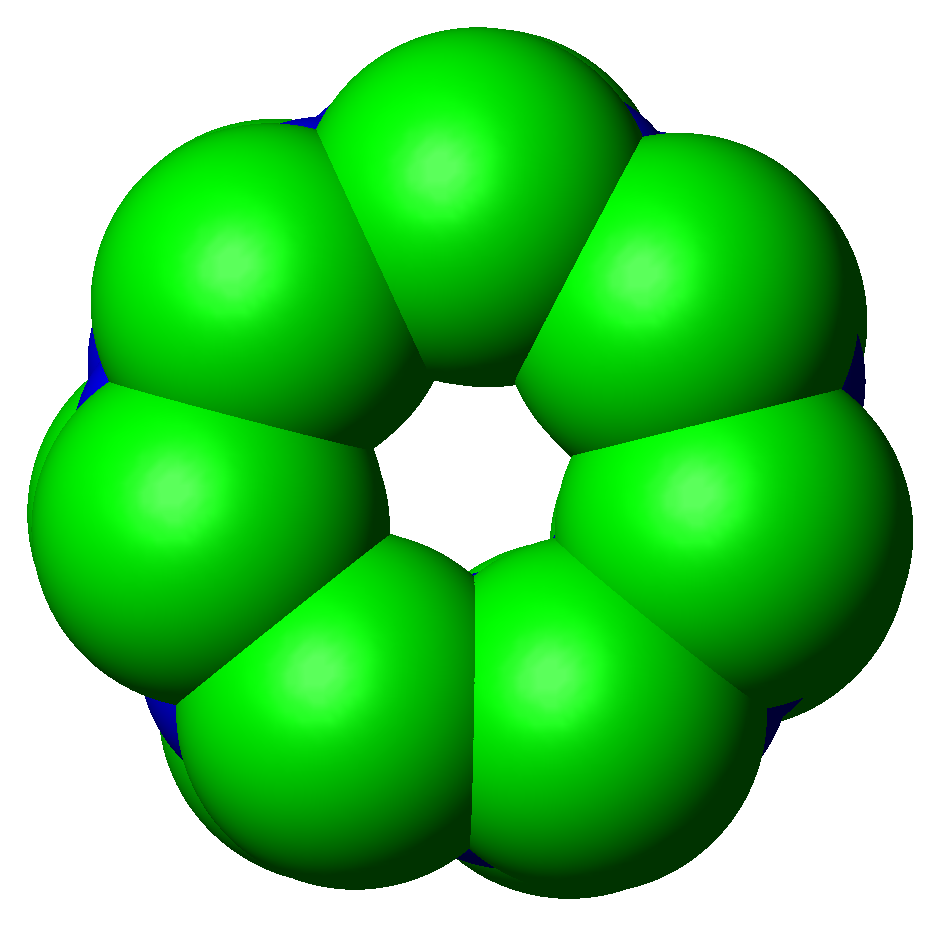